# Xanthorhoe semenovi
Xanthorhoe semenovi là một loài bướm đêm trong họ Geometridae.